# Tienguldenstuk

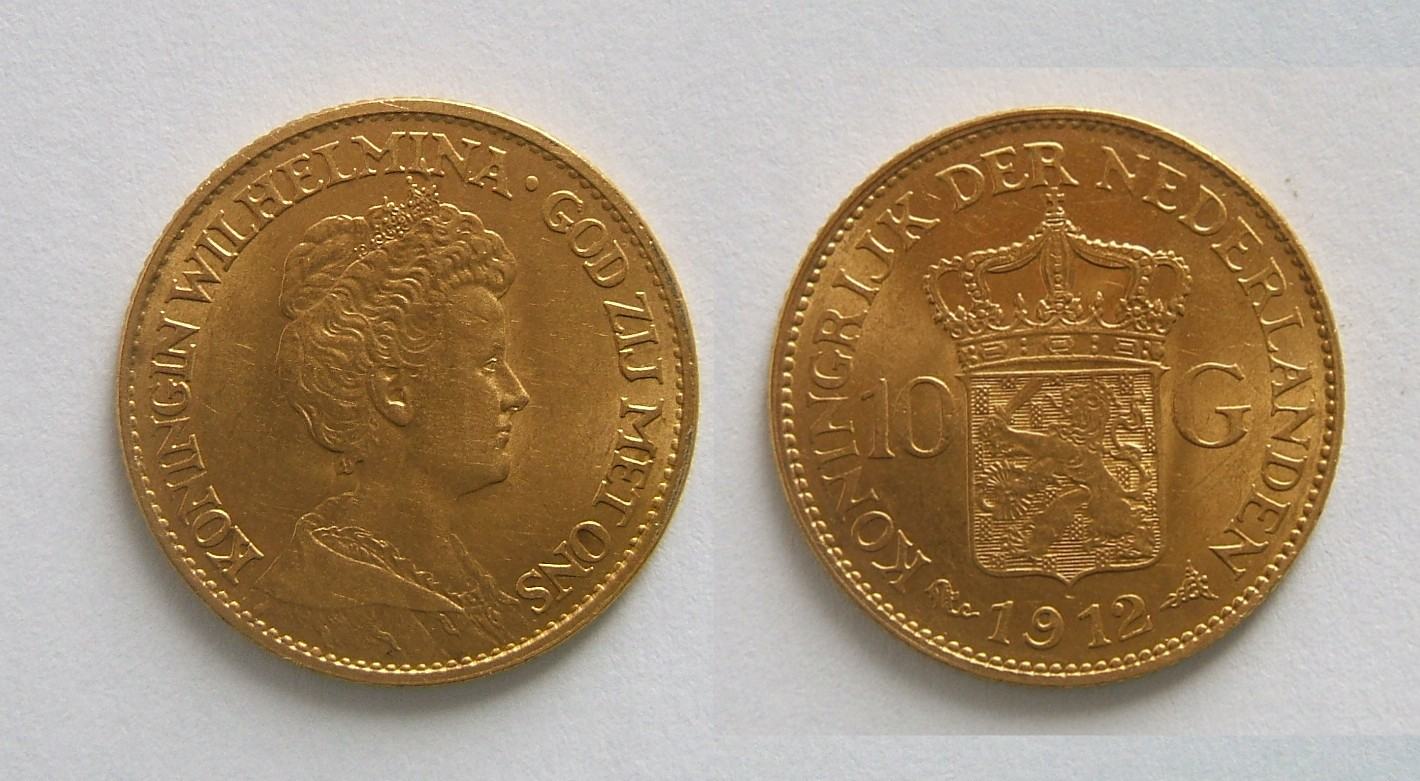
Een gouden tientje uit 1912

Het gouden tientje is een Nederlandse gouden munt die in de 19e en 20e eeuw in omloop was. Het was het meest waardevolle courante muntstuk en als zodanig populair. Er is in de geschiedenis van het Nederlandse muntstelsel gebaseerd op de gulden tweemaal een muntcoupure geweest die de nominale waarde van tien gulden droeg. Het zilveren tientje werd tussen 1970 en 1999 incidenteel geslagen als herdenkingsmunt. Deze tientjes waren weliswaar wettig betaalmiddel, maar ze speelden slechts een kleine rol in de muntcirculatie en werden vooral als verzamelmunt verspreid.

## Gouden tientje
De eerste van de twee was van goud en wordt zowel vroeger als nu gouden tientje genoemd.
Gegevens:
- Bruto gewicht 6,72 gram
- Netto goudgewicht 6,048 gram
- Zuiverheid 90,0% of 21,6 karaat
- Troy ounces 0,1944 troy ounce
- Diameter 22,50 mm
- Dikte 1,31 mm

Gouden tientjes zijn in verschillende jaartallen geslagen:
- Koning Willem I: 1818, 1819, 1820, 1822, 1823, 1824, 1825, 1826, 1827, 1828, 1829, 1830, 1831, 1832, 1833, 1837, 1839 en 1840
- Koning Willem II: 1842
- Koning Willem III: 1875, 1876, 1877, 1879, 1880, 1885, 1886, 1887, 1888 en 1889
- Koningin Wilhelmina: 1892, 1895, 1897, 1898, 1911, 1912, 1913, 1917, 1925, 1926, 1927, 1932, 1933

Deze munt werd aanvankelijk onder de dubbele standaard in enkele stuks geslagen, maar na de invoering van de zilveren standaard verdween hij uit het muntstelsel. Wel werd een negotiepenning geslagen, die dezelfde afmetingen en hetzelfde goudgehalte had maar geen waardeaanduiding in guldens droeg. Bij het invoeren van de gouden standaard in 1875 werd het gouden tientje opnieuw in productie genomen. De intrinsieke waarde (van het metaal) stond gelijk aan de nominale waarde; de gulden was er dus aan gekoppeld. Ook werden er gouden vijfjes geslagen; tijdens de regeerperiode van Wilhelmina gebeurde dat overigens maar in één jaar, namelijk 1912. Het gouden tientje van 1892 is het zeldzaamst, van dit jaartal zijn slechts 61 tientjes geslagen. 
Na het uitbreken van de economische crisis in de jaren 30 werd de gouden standaard losgelaten. Het laatste gouden tientje werd in 1933 geslagen. Sinds 1936, toen de 'papieren standaard' werd ingevoerd, was het gouden tientje geen wettig betaalmiddel meer en ging de intrinsieke waarde boven de nominale uit. De meeste gouden tientjes dienen tegenwoordig als beleggingsmunt, wat betekent dat de waarde van deze tientjes nauw samenhangt met de goud waarde. Er zijn ook gouden tientjes die meer waard zijn dan de goudwaarde. Dit betreft alle gouden tientjes van Willem I en Willem II, alle negotiepenningen, gouden tientjes van Wilhelmina uit 1898 (kroningsjaar) en het portret met lang haar. Ook zijn er zeldzame jaren en overslagen van zowel Wilhelmina en Willem III bekend. Uiteraard zijn er ook valse exemplaren in omloop. Deze informatie is in de meeste catalogussen goed te vinden. Het is belangrijk een courante catalogus te gebruiken.   

## Zilveren tientje
De tweede munt met een nominale waarde van tien gulden was van zilver en werd sinds 1970 incidenteel geslagen, steeds om een jubileum te gedenken. De eerste twee munten hadden de 25-jarige jubilea van respectievelijk de bevrijding (1945-1970) en de regering van koningin Juliana (1948-1973) als thema. Ze waren zeer groot van omvang, even groot als de rijksdaalders onder de koningen Willem I, Willem II en Willem III, alsmede die onder koningin Wilhelmina. Daarna werden er onder Beatrix diverse van deze munten geslagen, die iets kleiner waren, op het formaat van de rijksdaalders onder Juliana (geslagen in de periode 1959-1966, behalve in 1965). Al deze munten waren, evenals het vijftigguldenstuk, wettig betaalmiddel, al werden ze vaak door verzamelaars aan de circulatie onttrokken, en lag de waarde van het zilver ver onder de nominale waarde van tien gulden.
Na invoering van de euro hebben de muntstukken van vijf, tien, twintig en vijftig euro de functie van herdenkingsmunt overgenomen.

## Voetnoten
1. ↑  Het Koninkrijk der Nederlanden 1813 - 2001 > 10 gulden, opgave jaartallen en andere details op Nomisma.nl.